# Engleria
Engleria là một chi thực vật có hoa trong họ Cúc (Asteraceae).

## Loài
Chi Engleria gồm các loài: